# Брэдшо, Том
То́мас Уи́льям Брэ́дшо, также Брэ́дшоу (англ. Thomas William Bradshaw, род. 27 июля 1992, Шрусбери, Шропшир) — валлийский футболист, нападающий английского клуба «Оксфорд Юнайтед» и сборной Уэльса.

## Клубная карьера
Том — воспитанник валлийского клуба «Аберистуит Таун». Дебютировал в Премьер-лиге за основную команду в сезоне 2008/2009, проведя 4 матча и забив 2 мяча. Вскоре молодого нападающего переманил к себе клуб из его родного города — «Шрусбери Таун». Поскольку на момент подписания контракта с «Таун» Том ещё не достиг совершеннолетия, в 2012 году, после долгого разбирательства, ФИФА обязала английский клуб выплатить «Аберистуиту» компенсацию в размере 30.000 фунтов стерлингов. Выступал сначала за молодёжный состав, затем за основной, сыграв в 98 матчах во всех турнирах, прежде чем перейти в «Уолсолл» в июле 2014 года, после того как «Шрусбери» вылетел из Первой лиги. Отыграл за клуб два сезона, и после неудачной попытки «Уолсолла» повыситься в классе через плей-офф попросил руководство клуба выставить его на трансфер. 14 июля 2016 года перешёл в клуб Чемпионшипа «Барнсли», подписав контракт до окончания сезона 2018/2019.

## Карьера в сборной
Том родился в Англии, но провёл всё детство на западном побережье Уэльса, и поэтому мог выступать за эту страну. Был основным игроком молодёжной команды в период 2011—2013 гг. В ноябре 2015 года был вызван в основную сборную на товарищеский матч со сборной Нидерландов, но на поле не вышел. Дебютировал в национальной сборной 28 марта 2016 года в гостевом товарищеском матче против сборной Украины, выйдя на замену вместо Тома Лоуренса на 72-й минуте встречи, матч был Уэльсом проигран со счётом 1:0.